# Juventud Guevarista de Chile
La Juventud Guevarista de Chile es el frente estudiantil de la Izquierda Guevarista de Chile, una organización chilena que se define como parte de la izquierda revolucionaria, reivindicando guevarismo, socialismo y la revolución latinoamericana como sus ideas fundamentales.

## Historia
La Juventud Guevarista de Chile se formó originalmente como una organización propia, originalmente llamada Convergencia Estudiantil, que se funda el año 2011. Es el año 2013 donde asumen el nombre de Juventud Guevarista de Chile, levantando como consigna e imagen a Ernesto Guevara y Miguel Enríquez. Durante el año 2014, logran tener participación en cuatro federaciones universitarias a lo largo del país.  En el 2015, en un esfuerzo de unificación con otras organizaciones, como el Colectivo Poder Popular Santiago y el Frente de Trabajadores Guevaristas, deciden en 26 de julio de dicho año aunar esfuerzos, y unirse en una sola organización: la Izquierda Guevarista de Chile. Desde ese momento, la Juventud Guevarista de Chile se convierte en el frente juvenil y estudiantil de la Izquierda Guevarista, teniendo presencia actualmente en 5 ciudades del país: Valparaíso, Santiago, Valdivia, La Serena y Talca. Además, la JG está presente en diversas universidades de Chile, como la USACH, UCHILE y UCENTRAL.